# غرفة تجارة وصناعة البحرين
غرفة تجارة وصناعة البحرين، هو مجلس حكومي بحريني تأسس في سنة 1939، وتنتخب إدارته يهدف لتمثيل مصالح القطاع الخاص والدفاع عن مصالحه، ودعم وحماية مصالح مجتمع الأعمال في البلاد، بالإضافة إلى إبداء المواقف في القضايا التجاريَّة وتنسيق الجهود بين رجال الأعمال الكبار. رئيس مجلس إدارة الغرفة الحالي هو سمير ناس، منذ مارس سنة 2020.

## أعضاء مجلس الغرفة
| الاسم                   | الوظيفة              |
| ----------------------- | -------------------- |
| خالد محمد نجيبي         | النائب الأول للرئيس  |
| محمد عبد الجبار الكوهجي | النائب الثاني للرئيس |
| عارف أحمد هجرس          | الأمين المالي للغرفة |
| وليد إبراهيم كانو       | نائب الأمين المالي   |
| باسم محمد الساعي        | عضو المكتب التنفيذي  |
| أحمد السلوم             | عضو المكتب التنفيذي  |
| يوسف صلاح الدين إبراهيم | عضو مجلس الإدارة     |
| عبد الوهاب يوسف الحواج  | عضو مجلس الإدارة     |
| جميل يوسف الغناه        | عضو مجلس الإدارة     |
| وهيب أحمد الخاجة        | عضو مجلس الإدارة     |
| محمد فاروق المؤيد       | عضو مجلس الإدارة     |
| سونيا محمد جناحي        | عضو مجلس الإدارة     |
| بتول محمد داداباي       | عضو مجلس الإدارة     |
| سوسن أبو الحسن محمد     | عضو مجلس الإدارة     |
| نواف خالد الزياني       | عضو مجلس الإدارة     |
| أحمد يوسف علي           | عضو مجلس الإدارة     |
| يعقوب يوسف العوضي       | عضو مجلس الإدارة     |

## روابط خارجية
- الموقع الرسمي لغرفة تجارة وصناعة البحرين